# Institut de théologie pour la francophonie
Pour les articles homonymes, voir ITF.

L'Institut de théologie pour la francophonie (ITF) est un institut de théologie pentecôtiste à Longueuil, Québec, au Canada. Il est affilié à l'Association chrétienne pour la francophonie. L'école offre des formations de théologie évangélique.

## Histoire
L'école est fondée par l’Église Nouvelle Vie de Longueuil en 2005 .

## Programmes
L’école offre des programmes en théologie évangélique, dont des certificats et le baccalauréat .  
L'ITF est partenaire de la faculté de Théologie et de sciences religieuses de l'Université Laval ,.